# ستار صید
سید ستار صید (زاده ۵ آذر ۱۳۶۶ - تهران) اسکی‌باز اهل ایران می‌باشد او در بازی‌های آسیایی زمستانی ۲۰۱۱ موفق به کسب مدال برنز برای ایران شد.
وی ۴ دوره کسب سهمیه المپیک زمستانی نموده‌است، در بازی‌های المپیک زمستانی ۲۰۱۰ و بازی‌های المپیک زمستانی ۲۰۱۴ و بازیهای المپیک ۲۰۱۸ کره جنوبی شرکت کرده‌است. (به دلیل تست کرونا از حضور در چهارمین دوره المپیک زمستانی ۲۰۲۲ چین بازماند)
ورزشکار مطرح اسکای رانینگ ایران در سال۱۳۹۶ که با ورود خود در این رشته شگفتی آفرید.
کسب مدال طلای مسابقات اسکای رانینگ ۳۰ کیلومتر آزادکوه - دیزین سال ۱۳۹۵
کسب مدال نقره دومین دوره مسابقات سه‌گانه دیزین ۱۳۹۶.
کسب مدال طلای مسابقه اسکای رانینگ ۴۶ کیلومتر کاچکار تریکه ۲۰۱۷.
کسب مدال نقره مسابقه اسکای رانینگ ۳۴ کیلومتر کندوان تبریز ۱۳۹۶ با حضور ورزشکاران مطرح و بنام ماراتون ایران.
ستار صید در اردیبهشت ۱۴۰۲ به کشور نروژ پناهنده شد.